# マラウィサウルス
マラウィサウルス（Malawisaurus "マラウイのトカゲの意味"）はティタノサウルス類に分類される竜脚類恐竜の属である。白亜紀前期アプチアンにアフリカ、特にマラウイに生息していた。頭骨の化石が発見されている数少ないティタノサウルス類である。

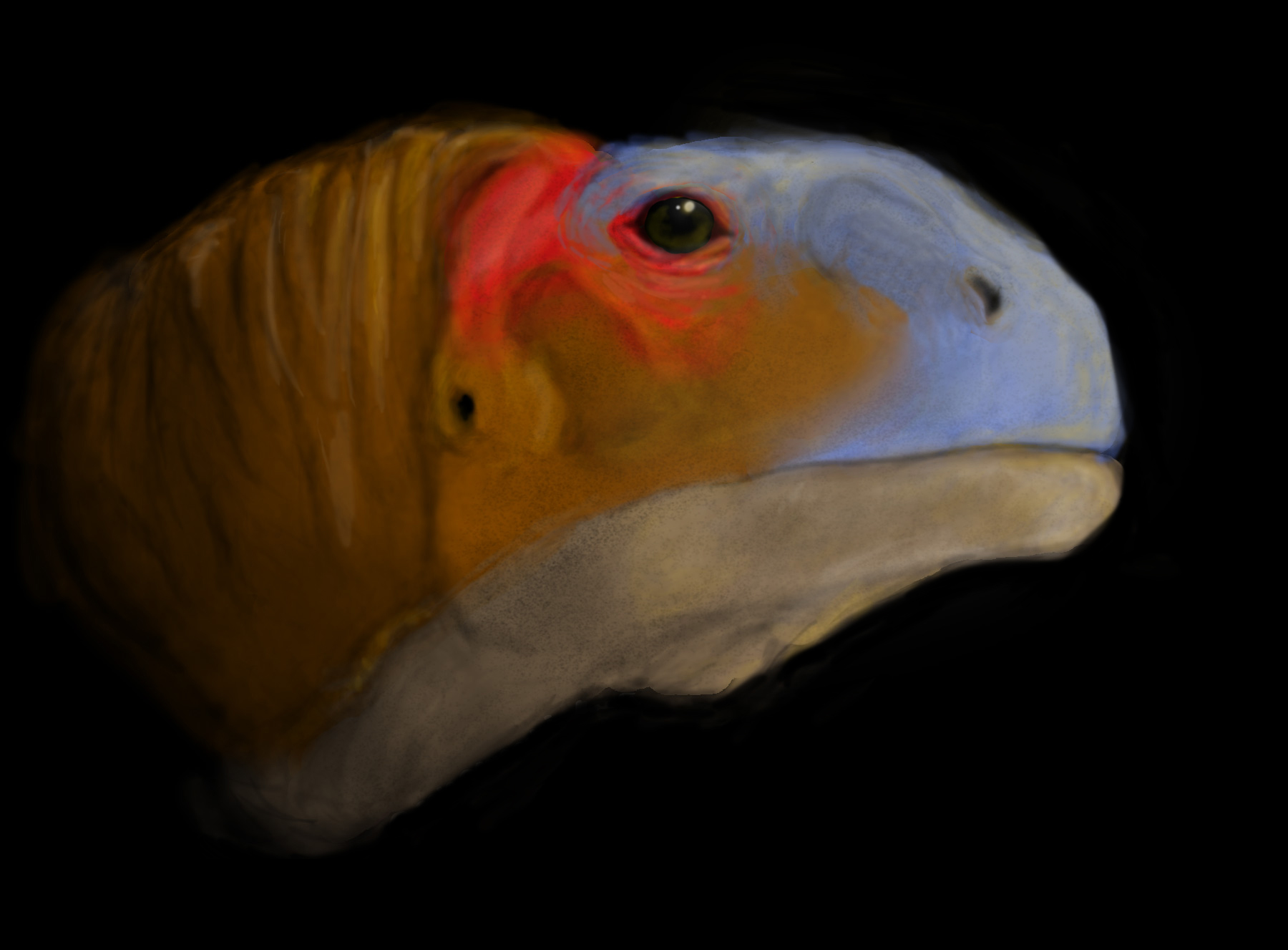
頭部復元図

マラウィサウルスは1993年Louis L. Jacobs らにより命名された属名であるが、タイプ種M. dixeyiは最初、1928年にシドニー・ホートン（en）によりギガントサウルス（en）（ディプロドクス科に属す無効な名前で現在ではトルニエリア(en)として知られる）の種として記載されたものである。ホートンはギガントサウルスの種G.robustus （後のジャネンシアのタイプ種）と近縁であると考えていた。現在ではマラウィサウルスとジャネンシアはティタノサウルス類であると認識されている。
マラウィサウルスは竜脚類の中では比較的小さく、体長15 mほどである。他のティタノサウルス類のように皮膚の表面を覆う皮骨（en）があったと考えられるような小骨が見つかっている。尾の真ん中辺りから椎骨の椎体が伸長している。また椎骨には横方向の浅いくぼみのような穴がある。似たような浅いくぼみのような穴はサルタサウルス、アラモサウルス、アエロサウルス（en）、ゴンドワナティタン（en）でも知られている。ヴェネノサウルスにもくぼみのような穴があるが、この"くぼみ"は椎骨に深く入り込み、二室に分割され、脊柱へと伸びている。

## 参照
- Paul, Gregory S. (2010) The Princeton Field Guide to Dinosaurs.
- Tidwell, V., Carpenter, K. & Meyer, S. 2001. New Titanosauriform (Sauropoda) from the Poison Strip Member of the Cedar Mountain Formation (Lower Cretaceous), Utah. In: Mesozoic Vertebrate Life. D. H. Tanke & K. Carpenter (eds.). Indiana University Press, Eds. D.H. Tanke & K. Carpenter. Indiana University Press. 139-165.